# Lijst van oorlogsmonumenten in Kapelle
De Nederlandse gemeente Kapelle heeft 6 oorlogsmonumenten. Hieronder een overzicht.
| Nr.  | Object                | Herdachte groep | Ontwerper       | Onthulling  | Type               | Locatie                      | Plaats     | Coördinaten                   | Foto              |
| ---- | --------------------- | --- | --------------- | ----------- | ------------------ | ---------------------------- | ---------- | ----------------------------- | ----------------- |
| 2177 | Frans ereveld         | geallieerde militairen |                 | 16 mei 1950 | begraafplaats/graf | Kitskinderscheweg 1, 4421 PJ | Kapelle    | 51° 29' 9" NB, 3° 56' 50" OL  | Meer afbeeldingen |
| 2192 | Oorlogsmonument       | militairen in dienst van het Ned. Kon. na 1945, militairen in dienst van het Ned. Kon. 1940-1945, burgerslachtoffers, vervolgden Nederland, verzet Nederland | Fierloos        | 30 mei 1998 | beeld/sculptuur    | Dorpsplein bij 1             | Wemeldinge | 51° 30' 59" NB, 3° 59' 42" OL | Meer afbeeldingen |
| 2577 | Oorlogsmonument       | militairen in dienst van het Ned. Kon. na 1945, militairen in dienst van het Ned. Kon. 1940-1945, burgerslachtoffers, vervolgden Nederland, verzet Nederland | Fierloos        | 30 mei 1998 | beeld/sculptuur    | Marktplein, 4421 JP          | Biezelinge | 51° 28' 28" NB, 3° 57' 45" OL | Meer afbeeldingen |
| 2773 | Oorlogsmonument       | militairen in dienst van het Ned. Kon. na 1945, Mmilitairen in dienst van het Ned. Kon. 1940-1945, burgerslachtoffers, verzet Nederland                      | Fierloos        | 30 mei 1998 | beeld/sculptuur    | Kerkplein, 4421 AA           | Kapelle    | 51° 29' 10" NB, 3° 57' 30" OL | Meer afbeeldingen |
| 2774 | Oorlogsmonument       | militairen in dienst van het Ned. Kon. na 1945, militairen in dienst van het Ned. Kon. 1940-1945, burgerslachtoffers, vervolgden Nederland, verzet Nederland | Fierloos        | 30 mei 1998 | beeld/sculptuur    | Nieuwe Kerkplein, 4423 AC    | Schore     | 51° 27' 47" NB, 3° 59' 57" OL | Meer afbeeldingen |
| 3653 | Frans oorlogsmonument | geallieerde militairen | Eduard Arutjnia | 16 mei 2011 | beeld/sculptuur    | Postbrug, 4417ER             | Kapelle    | 51° 29' 51" NB, 4° 0' 16" OL  | Meer afbeeldingen |

Borsele ·
Goes ·
Hulst ·
Kapelle ·
Middelburg ·
Noord-Beveland ·
Reimerswaal ·
Schouwen-Duiveland ·
Sluis ·
Terneuzen ·
Tholen ·
Veere ·
Vlissingen